# John Bucher
John Bucher (* 1930 in Brooklyn; † 5. April 2020 in Mountainside, New Jersey) war ein US-amerikanischer Jazzmusiker (Kornett, Trompete).

## Leben und Wirken
Bucher, in Brooklyn, geboren, verbrachte seine frühe Kindheit in Sunnyside, Queens, bevor seine Familie nach Pelham (New York), zog, wo er die High School besuchte. Er absolvierte das Amherst College (Abschlussklasse 1952) und diente während des Koreakrieges im Geheimdienst der US-Armee. Nachdem Bucher bereits in der High School Trompete gespielt hatte, wechselte er in Amherst zum Kornett und beschäftigte sich autodidaktisch mit Dixieland- und Swing-Musik. Zusammen mit seiner Band The Delta 5 spielte er in den Fraternities und Sororities Verbindungshäusern in ganz New England. Bereits 1951 legte er mit den Original Delta Five die Single „Basin Street Blues“/„Shine“ vor. Nach dem Kriegsdienst arbeitete er kurz als Autor für Time Inc., bevor er Anfang der 1960er-Jahre Börsenmakler wurde und den Rest seiner Karriere an der Wall Street verbrachte.
Daneben war Bucher in der traditionellen New Yorker Jazzszene aktiv: seine Spezialität war der Chicago-Stil, Musik der 1920er-Jahre und die Swing-Musik der 1930er- und 1940er-Jahre. Sein Spiel wurde oft mit dem von Bix Beiderbecke verglichen. Neben seiner eigenen Band, The Speakeasy Jazz Babies, spielte Bucher unter anderem regelmäßig mit der Red Onion Jazz Band (erste Aufnahmen 1967), Woody Allens New Orleans Funeral and Ragtime Orchestra und der Williams Reunion Band. Über einen Zeitraum von fünf Jahrzehnten spielte er wöchentliche Gigs in Michaels Pub, The Red Blazer Too und The Cajun. In einer Rezension von 1970 über die Red Onions nannte der Musikkritiker der New York Times, John S. Wilson, John Bucher „einen der besten Jazzkornettisten, die heute spielen – professionell oder anderweitig“.  Bucher wirkte auch an dem Soundtrack zu Woody Allens Film Der Schläfer von 1973 auf.
Im Bereich des Jazz war er laut Tom Lord zwischen 1967 und 2007 an 17 Aufnahmesessions beteiligt, neben der Red Onion Jazz Band auch mit der New Orleans High Society Funeral and Marching Band („Bugle Boy March“, u. a. mit Woody Allen), Dick Wellstood and The Friends of Fats/Jane Harvey (Fats Waller Revisited (You Fats...Me Jane), 1975), Clyde Bernhardt and The Harlem Blues and Jazz Band, Betty Comora and Friends und zuletzt 2007 mit The Jazz Hot Ensemble. Er ist auch auf Alben von Dave Van Ronk zu hören.